# Vallée de Santa Ana

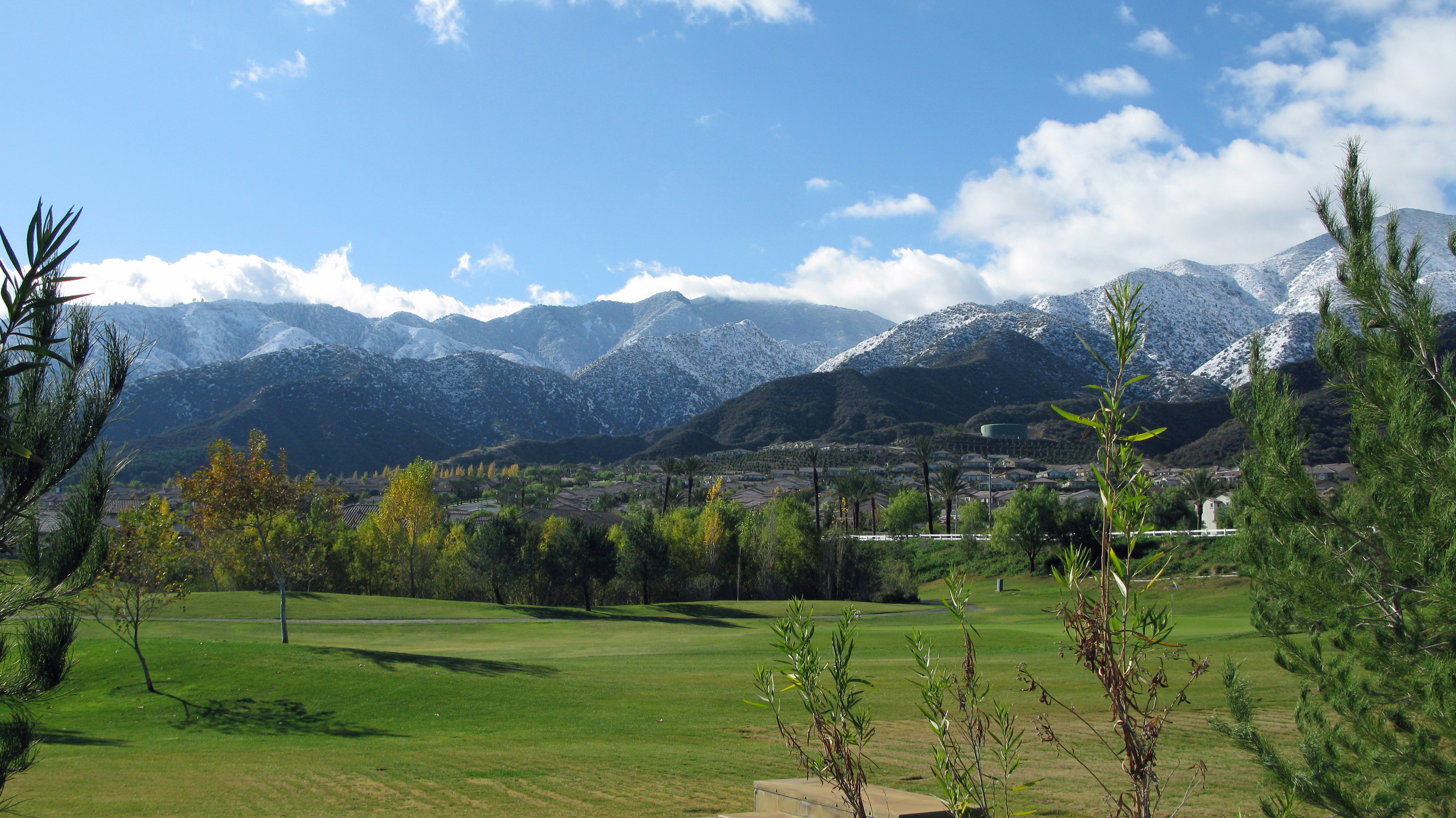
Les monts Santa Ana et leur vallée.

La vallée de Santa Ana (en anglais, Santa Ana Valley) est une vallée américaine située dans le comté d'Orange, en Californie. Traversée par le fleuve Santa Ana, elle regroupe les principaux quartiers d'affaires du comté répartis dans les villes d'Anaheim, Costa Mesa, Fullerton, Irvine, Orange, Santa Ana et Yorba Linda.